# Teorema de Bolzano-Weierstrass
O teorema de Bolzano-Weierstrass estabelece que um conjunto do {\displaystyle \mathbb {R} ^{n}\,} é sequencialmente compacto se e somente se é fechado e limitado.
Por sequencialmente compacto, entende-se que toda sequência extraída do conjunto, possui uma subsequência convergente. Ou seja, se {\displaystyle K\,} é um conjunto seqüencialmente compacto e {\displaystyle (x_{n})_{n\in \mathbb {N} }\,} é uma seqüência de pontos pertencentes a {\displaystyle K\,}, então existe uma subseqüência {\displaystyle (x_{n_{k}})_{k\in \mathbb {N} }\subset (x_{n})_{n\in \mathbb {N} }\,} tal que:
{\displaystyle \lim _{k\to \infty }x_{n_{k}}=x^{*}\in K\,}
Um conjunto {\displaystyle F\,} é dito fechado se toda sequência convergente contida em {\displaystyle F\,} converge em {\displaystyle F\,}, ou seja:
{\displaystyle x_{n}\in F} e {\displaystyle x_{n}\to x\,}, então: {\displaystyle x\in F\,}
Um conjunto é dito limitado se estiver contido em alguma esfera de raio finito.

## Lema de Bolzano-Weierstrass na reta
Estebeleceremos o seguinte lema que nos permitirá dar seqüência à demonstração do teorema.
Seja {\displaystyle x_{n}\,}, uma sequencia limitada em {\displaystyle \mathbb {R} \,}, então existe uma subsequência {\displaystyle x_{n_{k}}\,} convergente.
Demonstração: Primeiramente, defina {\displaystyle x_{n_{1}}=x_{1}\,}
Como  {\displaystyle x_{n}\,} é limitada, existe um intervalo {\displaystyle [a_{1},b_{1}]\,} tal que:
{\displaystyle x_{n}\in [a_{1},b_{1}],~~\forall n\,}
Seja {\displaystyle M_{1}={\frac {b_{1}+a_{1}}{2}}\,} o ponto médio entre {\displaystyle a_{1}\,} e {\displaystyle b_{1}\,}.
Como {\displaystyle [a_{1},b_{1}]=[a_{1},M_{1}]\bigcup [M_{1},b_{1}]\,}, deve haver pelo menos um destes intervalos com a propriedade que {\displaystyle x_{n}\,} pertence a ele infinitas vezes. Escolha um destes intervalos.
Defina {\displaystyle x_{n_{2}}\,} como qualquer elemento da sequência que pertence ao intervalo escolhido contando que {\displaystyle n_{2}>n_{1}\,}
.
Se o intervalo escolhido foi aquele que fica à direita, então defina:
{\displaystyle a_{2}=M_{1}{\hbox{ e }}b_{2}=b_{1}\,}
Caso contrário escolha:
{\displaystyle a_{2}=a_{1}{\hbox{ e }}b_{2}=M_{1}\,}
Observe que:
{\displaystyle b_{2}-a_{2}={\frac {b_{1}-a_{1}}{2}}\,}, ou seja, o comprimento do intervalo foi reduzido pela metade.
Repita este processo recursivamente, de forma a obter uma sequência de intervalos {\displaystyle [a_{k},b_{k}]\,} e de pontos {\displaystyle x_{n_{k}}\,}
com as seguintes propriedades:
- {\displaystyle x_{n_{k}}\in [a_{k},b_{k}]\,}
- {\displaystyle b_{k}-a_{k}={\frac {b_{k-1}-a_{k-1}}{2}}={\frac {b_{1}-a_{1}}{2^{k-1}}}\,}
- {\displaystyle a_{k}\geq a_{k-1}\,}
- {\displaystyle b_{k}\leq b_{k-1}\,}

Assim, {\displaystyle a_{k}\,} é uma sequência não-decrescente e limitada superiormente por {\displaystyle b_{1}\,}, portanto converge para um limite, digamos, {\displaystyle a\,}. {\displaystyle b_{k}\,} é uma sequência não-crescente e limitada inferiormente por {\displaystyle a_{1}\,}, portanto também converge para um limite {\displaystyle b\,}.
Mas {\displaystyle b_{k}-a_{k}={\frac {b_{1}-a_{1}}{2^{k-1}}}\to 0\,}, portanto {\displaystyle a=b\,}.
Como {\displaystyle a_{k}\leq x_{n_{k}}\leq b_{k}\,}, o teorema do confronto estabelece que {\displaystyle x_{n_{k}}\,} converge para o mesmo limite.

## Lema de Bolzano-Weierstrass em mais dimensões
A demonstração pode ser feita de duas formas.
Uma delas é generalizar a demonstração acima para {\displaystyle \mathbb {R} ^{m}\,}:
Então seja {\displaystyle x_{n}\,} limitada em {\displaystyle \mathbb {R} ^{n}\,}, existe uma hipercubo (a rigor, um hiperparalelogramo) que contém a sequência:
{\displaystyle x_{n}\in [a_{1}^{1},b_{1}^{1}]\times [a_{1}^{2},b_{1}^{2}]\times \ldots \times [a_{1}^{n},b_{1}^{n}]\,}
Dividindo-se, em cada passo, o hipercubo em {\displaystyle 2^{m}\,} sub-hipercubos, constrói-se uma sequência {\displaystyle \{x_{n_{k}}\}\,} da mesma forma como em {\displaystyle \mathbb {R} \,}.
Agora escreva as componentes do vetor {\displaystyle x_{n_{k}}=(x_{n_{k}}^{1},x_{n_{k}}^{2},\ldots ,x_{n_{k}}^{m})\,}.
Como {\displaystyle a_{k}^{i}\leq x_{n_{k}}^{i}\leq b_{k}^{i},i=1,2,\ldots ,n\,}, temos que cada componente está convergindo e, portanto, existe o limite:
{\displaystyle x_{n_{k}}\to x^{*}\,}
O resultado segue.
Outra forma é por indução finita na dimensão m:
Para m = 1, temos o resultado em {\displaystyle \mathbb {R} \,}
Se vale para {\displaystyle \mathbb {R} ^{m}\,}, então, dada uma sequência em {\displaystyle \mathbb {R} ^{m+1}\,}, temos que as coordenadas de 1 a m estão no {\displaystyle \mathbb {R} ^{m}\,}, portanto existe uma subsequência convergente para estas coordenadas. A m+1-ésima coordenada desta subsequência está em {\displaystyle \mathbb {R} \,}, portanto existe um sub-sub-sequência que converge para esta última coordenada. Agora é fácil ver que esta sub-sub-sequência converge para todas coordenadas, logo converge em {\displaystyle \mathbb {R} ^{m+1}\,} - o que prova o resultado.

## Fechado e limitado implica sequencialmente compacto
Considere que um conjunto seja fechado e limitado, queremos mostrar que é sequencialmente compacto.
Seja {\displaystyle \{x_{n}\}\,} uma sequência extraída do conjunto, como o conjunto é limitado, a sequência também o é. Pelo lema acima, ela admite uma subsequência convergente. Como o conjunto é fechado, o limite pertence ao conjunto.

## Sequencialmente compacto implica limitado
Seja {\displaystyle F\,} um conjunto não-limitado. Por não ser limitado, deve possuir uma sequência {\displaystyle \{x_{n}\}\,} tal que:
{\displaystyle |x_{n}|\to \infty \,} que, portanto não converge.
Logo o conjunto não é sequêncialmente compacto.

## Sequencialmente compacto implica fechado
Seja {\displaystyle K\,} um conjunto seqüencialmente compacto e seja {\displaystyle \{x_{n}\}\,} um sequência convergente extraída de {\displaystyle K\,}, da compacidade, segue que o limite pertence a {\displaystyle K\,} e o resultado segue.